# Гаджиев, Исмаил Мухтар оглы
Исмаил Мухтар оглы Гаджиев (азерб. İsmayıl Muxtar oğlu Hacıyev; род. 1951) — азербайджанский историк, доктор исторических наук (1999), профессор, действительный член НАНА (2003).

## Биография
Исмаил Гаджиев родился 21 января 1951 года в селе Ханага Джульфинского района Нахичеванской АССР Азербайджанской ССР. В 1974 году с отличием окончил Азербайджанский государственный педагогический институт. С 1974 по 1977 годы работал учителем в селе Хошкешин Джульфинского района Нахичеванской АССР. В 1978 году поступил на работу в Нахичеванский государственный институт. Работал преподавателем, доцентом, заместителем декана, проректором по научной части (1996−1997) и проректором по учебной части (1997—2003).
В настоящее время продолжает свою педагогическую деятельность профессора кафедры «История Азербайджана» Нахичеванского государственного университета. В 1992 году защитил кандидатскую диссертацию, посвящённую деятельности азербайджанских женщин в тылу в период войны 1941—1945 годов. В 1999 году защитил докторскую диссертацию по теме «Нахичеванская АР в истории национальной безопасности». 22 апреля 2003 года был избран действительным членом НАНА.
23 января 2021 года был награждён орденом «Шохрат» за заслуги в развитии науки в Азербайджане.

## Научная деятельность
Основные научные достижения:
- Исследование деятельности азербайджанских женщин в общественно-политической и культурной жизни республики, органах управления, управлении производством во время Второй Мировой Войны.
- Изучение боевого и трудового героизма трудящихся Нахичеванской АР во время Великой Отечественной войны.
- Плановое изучение геноцида, депортации и репрессий, совершенных по отношению к азербайджанскому народу.
- Систематизированные исследования места и роли Нахичевани в политике Азербайджанской государственности.
- Изучение общественной, военной и научной деятельности видных личностей Нахичеванской АР и исследование роли исторических и архитектурных памятников в истории культуры.

И. Гаджиев — автор более 700 опубликованных научных статей, 17 книг, 78 монографий.

### Некоторые научные работы
- История  и сегодняшний день Нахчывана (тур.). — Анкара: Университет Анкары, 1998. — 92 с.
- Гюмрийские, Московские, Карские контракты и судьба Нахчывана. — Баку: Элм, 1999. — 36 с.
- Нахчыванская Автономная Республика (на азербайджанском и английском языке). — Нахичевань: Гейрат, 1998. — 44 с.
- Нахчыван и нахчыванцы. — Баку: Элм, 2001. — 280 с.
- Гейдар Алиев и восстановление национально-исторической памяти. — Баку: Элм, 2003. — 164 с.